# 黑颏北蜂鸟
黑颏北蜂鸟（学名：Archilochus alexandri）是雨燕目蜂鸟科的一种鸟类。
黑颏北蜂鸟体重约3.39克，翼长约42.4毫米，嘴峰长约21.6毫米，喙宽度约1.4毫米，喙厚度约1.6毫米，跗蹠长约3.9毫米，尾长约24.5毫米。黑颏北蜂鸟是候鸟，其栖息在半开放的高大树木组成的森林中，食性为草食性，主要食物来源是植物的花蜜。
黑颏北蜂鸟分布于不列颠哥伦比亚省西南部干旱地区至墨西哥西北部；越冬于墨西哥南部。该物种是单型物种，没有亚种分化。